# Boyer-Moore-Algorithmus
Der Boyer-Moore-Algorithmus ist ein  String-Matching-Algorithmus. Der Algorithmus wird dazu genutzt, um in einem Text T einen bestimmten Teiltext (Muster M) zu finden und wurde 1977 von Robert S. Boyer und J Strother Moore entwickelt.

## Algorithmus
Das Muster wird am Anfang linksbündig unter den Text geschrieben und dann von rechts nach links Zeichen für Zeichen mit dem Text verglichen. Sobald ein Mismatch auftritt, berechnen zwei Heuristiken, wie weit das Suchmuster nach rechts verschoben werden kann.
Bad-Character-HeuristikStimmt beim Vergleich des Musters mit dem Text von rechts nach links ein Zeichen des Musters nicht mit dem Zeichen des Textes überein (Bad-Character), wird im Muster nach dem letzten Vorkommen dieses Bad-Characters gesucht und das Muster so weit verschoben, bis beide Buchstaben übereinander liegen. Existiert dieser Bad-Character nicht im Muster, wird das Muster soweit verschoben, dass sein erstes Zeichen unter dem Nachfolger des Bad-Character liegt. Es kann vorkommen, dass die Bad-Character-Heuristik eine Verschiebung des Musters nach links vorschlägt. In diesem Fall wird um eine Position nach rechts geschoben.
Good-Suffix-HeuristikStimmt beim Vergleich des Musters mit dem Text von rechts nach links ein Suffix des Musters mit dem Text überein und tritt danach aber ein Mismatch auf, wird das Muster so weit nach rechts geschoben, bis ein Teilwort des Musters wieder auf das Suffix passt. Existiert das Suffix kein zweites Mal im Muster, wird das Muster um seine volle Länge nach rechts verschoben.
Es kommt vor, dass die beiden Heuristiken unterschiedliche Verschiebungen berechnen. Der Algorithmus wählt immer das Maximum der beiden Vorschläge, um das Muster nach rechts zu verschieben.
Um das Vorgehen effizient zu gestalten, wird für beide Heuristiken in einem Vorverarbeitungsschritt jeweils eine Sprungtabelle errechnet. Die Sprungtabelle für die Bad-Character-Heuristik enthält für jedes im Suchmuster vorkommende Zeichen den Abstand von der Position des letzten Vorkommens im Suchmuster bis zum Ende des Suchmusters. Die Tabelle für die Good-Suffix-Heuristik enthält für jedes Teilmuster (von hinten aus gesehen) den Abstand vom Ende des Musters, ab dem es wieder im Muster vorkommt.

## Beispiele

### Bad-Character-Heuristik
String: Hoola-Hoola girls like Hooligans
Suchmuster: Hooligan
```
Hoola-H
o
ola girls like Hooligans
Hooliga
n
```

Das letzte Zeichen stimmt nicht mit dem letzten des Suchmusters überein, also kann man das Suchmuster bis zum ersten „o“ (des Suchmusters, von hinten gelesen) verschieben:
```
Hoola-H
o
ola 
g
irls like Hooligans
Hooliga
n

     Ho
o
liga
n
```

Das letzte Zeichen des Suchmusters stimmt nicht mit dem Text überein. An der betreffenden Stelle steht ein „g“, das sich wiederum im Muster an der dritten Position von rechts findet. Wird das Muster um zwei Zeichen nach rechts verschoben, dann „matchen“ die blauen „g“:
```
Hoola-H
o
ola 
g
irls like Hooligans
     Ho
o
liga
n

       Hooli
g
a
n
```

Das „r“ im String kommt im Muster überhaupt nicht vor. Das ermöglicht – weil bereits der erste verglichene Buchstabe (von hinten) nicht passt – das Verschieben um die komplette Länge des Suchstrings, da hier ausgeschlossen ist, dass das Muster an einer Stelle matcht. Das Gleiche passiert gleich im nächsten Schritt erneut, nur ist es jetzt das Leerzeichen (statt dem „r“), das nicht im Muster vorkommt.
```
Hoola-Hoola 
g
irls like Hooligans
       Hooli
g
a
n

               Hooliga
n

                       
Hooligan
```

Danach wurde das Muster gefunden.
Ein weiteres Beispiel, bei dem es nicht das letzte Zeichen des Suchstrings betrifft. Deshalb kann der gesamte Suchstring nur bis eine Stelle nach dem gefundenen Mismatch verschoben werden.
| A | B | R | A | G | A | D | A | B | R | A | K | A | D | A | B | R | A |
| A | B | R | A | K | A | D | A | B | R | A |   |   |   |   |   |   |   |
|   |   |   |   |   | A | B | R | A | K | A | D | A | B | R | A |   |   |
|   |   |   |   |   |   |   | A | B | R | A | K | A | D | A | B | R | A |

Skip-Tabelle für das oben aufgeführte Beispiel:
| A | B | R | K | D |
| 0 | 2 | 1 | 6 | 4 |

Der Boyer-Moore-Algorithmus arbeitet am effizientesten, wenn er ein Zeichen vorfindet, das im Suchmuster nicht vorkommt. Die Bad-Character-Regel kommt dann zum Tragen. Dies ist sehr wahrscheinlich bei einem relativ kleinen Muster und einem großen Alphabet, was ihn für einen solchen Fall besonders geeignet macht. In diesem Fall arbeitet der Algorithmus mit einer Effizienz von {\displaystyle O\left({\frac {n}{m}}\right)} Vergleichen.

### Good-Suffix-Heuristik
String: reinesupersauersupesupersupe
Suchmuster: supersupe
```
reine
supe
rsauersupesupersupe
super
supe
```

Nur die letzten 4 Buchstaben stimmen überein („supe“). Dieses Suffix kommt im Muster ganz am Anfang vor, also kann man das Muster bis dorthin verschieben:
```
reinesupersau
e
rsupesupersupe
     supersup
e
```

Nur der letzte Buchstabe „e“ stimmt überein. Wir können das Muster bis zum nächsten Auftreten von „e“ in supersupe verschieben:
```
reinesupersau
ersupe
supersupe
          sup
ersupe
```

Nur die letzten Buchstaben „ersupe“ stimmen überein, welche an keiner anderen Stelle im Muster mehr auftreten. Allerdings tritt das Suffix „supe“ sowohl am Ende von „ersupe“ als auch am Anfang des Musters auf.
```
reinesupersauersupesupersupe
               supersupe
```

„e“ und „r“ stimmen nicht überein, wir verschieben um eine Position. Dieser Fall tritt mehrmals hintereinander auf:
```
reinesupersauersupesupersupe
                supersupe
```

```
reinesupersauersupesupersupe
                 supersupe
```

```
reinesupersauersupesupersupe
                  supersupe
```

```
reinesupersauersupe
supersupe

                   
supersupe
```

Muster wurde gefunden.
Zusammen mit der „Bad-Character-Heuristik“ könnten die letzten 3 Iterationen übersprungen werden, da wir bis zum nächsten „r“ im Muster verschieben können.

## Laufzeit
Im Folgenden wird die Landau-Notation verwendet, um das asymptotische Verhalten der Laufzeit anzugeben.
Sucht der Boyer-Moore-Algorithmus nur das erste Auftreten des Musters, hat er eine Worst-Case-Komplexität von {\displaystyle \Theta \left(n+m\right)}.
Wird er jedoch benutzt, um alle Matches des Musters zu finden, ist die
Worst-Case-Komplexität {\displaystyle \Theta \left(n\cdot m\right)}. Diese Komplexität kann jedoch durch eine zusätzliche Regel für den Fall, dass im letzten Schritt das Muster gefunden wurde, wieder auf {\displaystyle \Theta \left(n+m\right)} reduziert werden.
Verwendet man den Algorithmus jedoch für ein relativ kleines Muster und ein großes Alphabet, erhält man eine Average-Case-Komplexität von {\displaystyle \Theta \left({\frac {n}{m}}\right)}.

### Bad-Character-Heuristik
Verwendet man nur die Bad-Character-Heuristik, erhält man immer noch eine Average-Case-Komplexität von {\displaystyle \Theta \left({\frac {n}{m}}\right)}, muss aber eine Worst-Case-Komplexität von {\displaystyle \Theta \left(n\cdot m\right)} in Kauf nehmen. Ein Worst-Case-Beispiel ist der Text {\displaystyle T=a^{n}} gemeinsam mit dem Muster {\displaystyle M=ba^{m-1}}.
Hier wird immer das ganze Muster mit dem Text verglichen, bis an der ersten Stelle ein Mismatch auftritt. Nach einem solchen Mismatch kann das Muster (mittels Bad-Character-Heuristik) aber nur um eine Stelle nach rechts verschoben werden.

## Beispielcode in C++
In der Praxis wendet der Algorithmus beide Regeln an und nutzt immer die Regel, die das Muster am weitesten springen lässt, für die „Guter-Suffix-Regel“ sowie für die „Schlechtes-Zeichen-Regel“ erstellt man zu Beginn der Suche jeweils eine Sprungtabelle (siehe „charTable“ und „offsetTable“ im Code).
Im folgenden Quellcode geschieht das Anlegen der „Guter-Suffix-Regel“-Tabelle (charTable) im (unwahrscheinlichen) schlechtesten Fall in {\displaystyle O\left(m^{2}\right)}, was bei nicht zu großen Mustern zu vernachlässigen ist. Die Suche nach dem Suffix für die „Schlechtes-Zeichen-Regel“-Tabelle lässt sich beispielsweise über den KMP-Algorithmus machen, was hier aber der Übersichtlichkeit wegen vermieden wird. Damit liegt folgender Algorithmus in {\displaystyle O\left(n+m^{2}\right)}.
Lässt man sich die Anzahl der benötigten Vergleiche ausgeben, so sind dies bei einem großen Alphabet erstaunlich wenige und der Boyer-Moore-Algorithmus ist beispielsweise dem Knuth-Morris-Pratt-Algorithmus vorzuziehen.
```
#include
 
<algorithm>

#include
 
<iostream>

#include
 
<limits>

#include
 
<string_view>

#include
 
<vector>

using
 
namespace
 
std
;

/**

 * Ist needle[position] bis needle[needle.size() - 1] ein Präfix von needle?

 */

bool
 
isPrefix
(
string_view
 
needle
,
 
int
 
position
)
 
{

    
for
 
(
int
 
i
 
=
 
position
,
 
j
 
=
 
0
;
 
i
 
<
 
needle
.
size
();
 
++
i
,
 
++
j
)

        
if
 
(
needle
[
i
]
 
!=
 
needle
[
j
])

            
return
 
false
;

    
return
 
true
;

}

/**

 * Gibt die maximale Länge der Teilzeichenfolge zurück, die bei position endet

 * und ein Suffix ist. (Hilfsfunktion für Guter-Suffix-Regel)

 */

int
 
suffixSize
(
string_view
 
needle
,
 
int
 
position
)
 
{

    
int
 
size
 
=
 
0
,
 
i
 
=
 
position
,
 
j
 
=
 
needle
.
size
()
 
-
 
1
;

    
while
 
(
i
 
>=
 
0
 
and
 
needle
[
i
]
 
==
 
needle
[
j
])
 
{

        
--
i
;

        
--
j
;

        
++
size
;

    
}

    
return
 
size
;

}

/**

 * Erstellt die Sprungtabelle basierend auf den nicht übereinstimmenden

 * Zeicheninformationen. (Schlechtes-Zeichen-Regel)

 */

vector
<
int
>
 
makeCharTable
(
string_view
 
needle
)
 
{

    
auto
 
table
 
=
 
vector
<
int
>
(
numeric_limits
<
char
>::
max
());

    
for
 
(
int
 
&
value
:
 
table
)

        
value
 
=
 
needle
.
size
();

    
for
 
(
int
 
i
 
=
 
0
;
 
i
 
<
 
needle
.
size
()
 
-
 
1
;
 
++
i
)

        
table
[
needle
[
i
]]
 
=
 
needle
.
size
()
 
-
 
1
 
-
 
i
;

    
return
 
table
;

}

/**

 * Erstellt die Sprungtabelle basierend auf dem Scanoffset, bei dem eine

 * Nichtübereinstimmung auftritt. (Guter-Suffix-Regel)

 */

vector
<
int
>
 
makeOffsetTable
(
string_view
 
needle
)
 
{

    
auto
 
table
 
=
 
vector
<
int
>
(
needle
.
size
());

    
int
 
lastPrefixPosition
 
=
 
needle
.
size
();

    
for
 
(
int
 
i
 
=
 
needle
.
size
();
 
i
 
>
 
0
;
 
--
i
)
 
{

        
if
 
(
isPrefix
(
needle
,
 
i
))

            
lastPrefixPosition
 
=
 
i
;

        
table
[
needle
.
size
()
 
-
 
i
]
 
=
 
lastPrefixPosition
 
-
 
i
 
+
 
needle
.
size
();

    
}

    
for
 
(
int
 
i
 
=
 
0
;
 
i
 
<
 
needle
.
size
()
 
-
 
1
;
 
++
i
)
 
{

        
int
 
size
 
=
 
suffixSize
(
needle
,
 
i
);

        
table
[
size
]
 
=
 
needle
.
size
()
 
-
 
1
 
-
 
i
 
+
 
size
;

    
}

    
return
 
table
;

}

/**

 * Gibt den Index innerhalb der Zeichenfolge des ersten Auftretens vom

 * spezifizierten Teilstring zurück. Wenn es sich nicht um einen Teilstring

 * handelt, wird -1 zurückgegeben.

 */

int
 
indexOf
(
string_view
 
haystack
,
 
string_view
 
needle
)
 
{

    
if
 
(
needle
.
size
()
 
==
 
0
)

        
return
 
0
;

    
vector
<
int
>
 
charTable
 
=
 
makeCharTable
(
needle
);

    
vector
<
int
>
 
offsetTable
 
=
 
makeOffsetTable
(
needle
);

    
for
 
(
int
 
i
 
=
 
needle
.
size
()
 
-
 
1
,
 
j
;
 
i
 
<
 
haystack
.
size
();)
 
{

        
for
 
(
j
 
=
 
needle
.
size
()
 
-
 
1
;
 
needle
[
j
]
 
==
 
haystack
[
i
];
 
--
i
,
 
--
j
)

            
if
 
(
j
 
==
 
0
)

                
return
 
i
;

        
i
 
+=
 
max
(
offsetTable
[
needle
.
size
()
 
-
 
1
 
-
 
j
],
 
charTable
[
haystack
[
i
]]);

    
}

    
return
 
-1
;

}

int
 
main
()
 
{

    
string_view
 
haystack
 
=
 
"ttabarbsxfarbbarb"
;

    
string_view
 
needle
 
=
 
"arbbarb"
;

    
cout
 
<<
 
"found at position "
 
<<
 
indexOf
(
haystack
,
 
needle
)
 
<<
 
endl
;

    
return
 
0
;

}

```